# روبرتو ديانا
روبرتو ديانا (بالإيطالية: Roberto Diana)‏ هو عازف قيثارة إيطالي، ولد في 21 فبراير 1983 في لوراس في إيطاليا.

## وصلات خارجية
- روبرتو ديانا على موقع ميوزك برينز (الإنجليزية)
- روبرتو ديانا على موقع ديسكوغز (الإنجليزية)